# Norbanus longifasciatus
Norbanus longifasciatus är en stekelart som först beskrevs av Girault 1914.  Norbanus longifasciatus ingår i släktet Norbanus och familjen puppglanssteklar. Inga underarter finns listade i Catalogue of Life.